# Лидский университет Беккета
Лидский университет Беккета (англ. Leeds Beckett University) — основан 1824 году как Институт механики Лидса, который в 1970 году был переименован Политехнический институт Лидса, в 1992 году учебное заведение получило статус университета. В 2014 году переименован в Лидский университет Беккета, в честь одного из основателей — Эрнеста Беккета, одноимённого городского парка и жилого района Беккет Парк, расположен в городе Лидс (Западный Йоркшир, Англия). В университете обучаются более 23 000 студентов.

## История
История университета началась в 1824 году, когда был основан Институт механики Лидса. Позже институт стал Лидским институтом науки, искусства и литературы, а в 1927 году был переименован в Технологический колледж Лидса.
В 1970 году колледж объединился с Лидским торговым колледжем (основан в 1845 году), частью Лидского художественного колледжа (основан в 1846 году) и Йоркширским колледжем педагогики и домоводства (основан в 1874 году), образовав в результате реорганизации Лидский политехнический институт. В 1976 году колледж Джеймса Грэма и Педагогический колледж города Лидса (бывший в 1907 году как часть учебного колледжа города Лидса) присоединились к Лидскому политехническому институту.
В 1992 году, после вступиления в силу Закон о дополнительном и высшем образовании, Политехнический институт стал Городским университетом Лидса (Leeds Metropolitan University's) с правом присуждения собственных степеней. С 2009 года запущена программа обмена студентами и преподавателями с Университетом Северной Флориды.
В 2013 году Совет управляющих обратился в Тайный совет с просьбой изменить название на Лидский университет Беккета в честь одного из основателей университета, Беккет-Парк, который, в свою очередь, был назван в честь Эрнеста Беккета, 2-го барона Гримторпа. Предлагаемое изменение вызвало негативную реакцию среди студентов. Тайный совет одобрил заявку Лидского столичного университета на изменение своего названия на Университет Лидса Беккета в ноябре 2013 года. Смена названия произошла в сентябре 2014 года.

## Направления обучения
- Искусство, архитектура и дизайн
- Искусственная среда и инженерия
- Бизнес
- Клинические и прикладные науки
- Вычислительная техника, создание технологий и инженерия
- Культурология и гуманитарные науки
- Образование
- События, туризм и гостиничный менеджмент
- Кино, музыка и исполнительское искусство
- Здоровье и общественные исследования
- Юриспруденция
- Иностранные языки
- Социальные науки
- Спорт

## Награды и рейтинги
В ноябре 2006 года университет получил награду за «выдающийся вклад в развитие местного сообщества» на ежегодной церемонии вручения премий в области высшего образования, организованной The Times Higher Education Supplement. Университет занял второе место в основной категории «Университет года» за свою стратегию «низкое потребление, высокая отдача», первое место было присуждено Ноттингемскому университету. 
В июне 2007 года занял первое место в рейтинге экологически-чистых высших учебных заведений Великобритании «Зеленая лига 2007: рейтинг устойчивости в секторе высшего образования», составленном People & Planet.
В июне 2013 года университет стал третьим университетом в Великобритании, достигшим стандарта качества обслуживания клиентов — государственного эталона, который присуждается государственным органам, демонстрирующим приверженность к движению изменений в своей организации, направленных на отношение к клиентам.
В 2013 году университет получил стандарт Gold Investors in People. 
В 2020 году в мировом рейтинге университетов Times Higher Education в рэнкинге Young University Rankings 2020 находился на 201-250 позиции в мире.
В 2021 году в рэнкинге World University Rankings 2021 by subject: social sciences находится на 301-400 позиции, в рэнкинге World University Rankings 2021 by subject: education университет находится 250-300 позиции в мире.

## Кампусы
Здание Джеймса Грэма

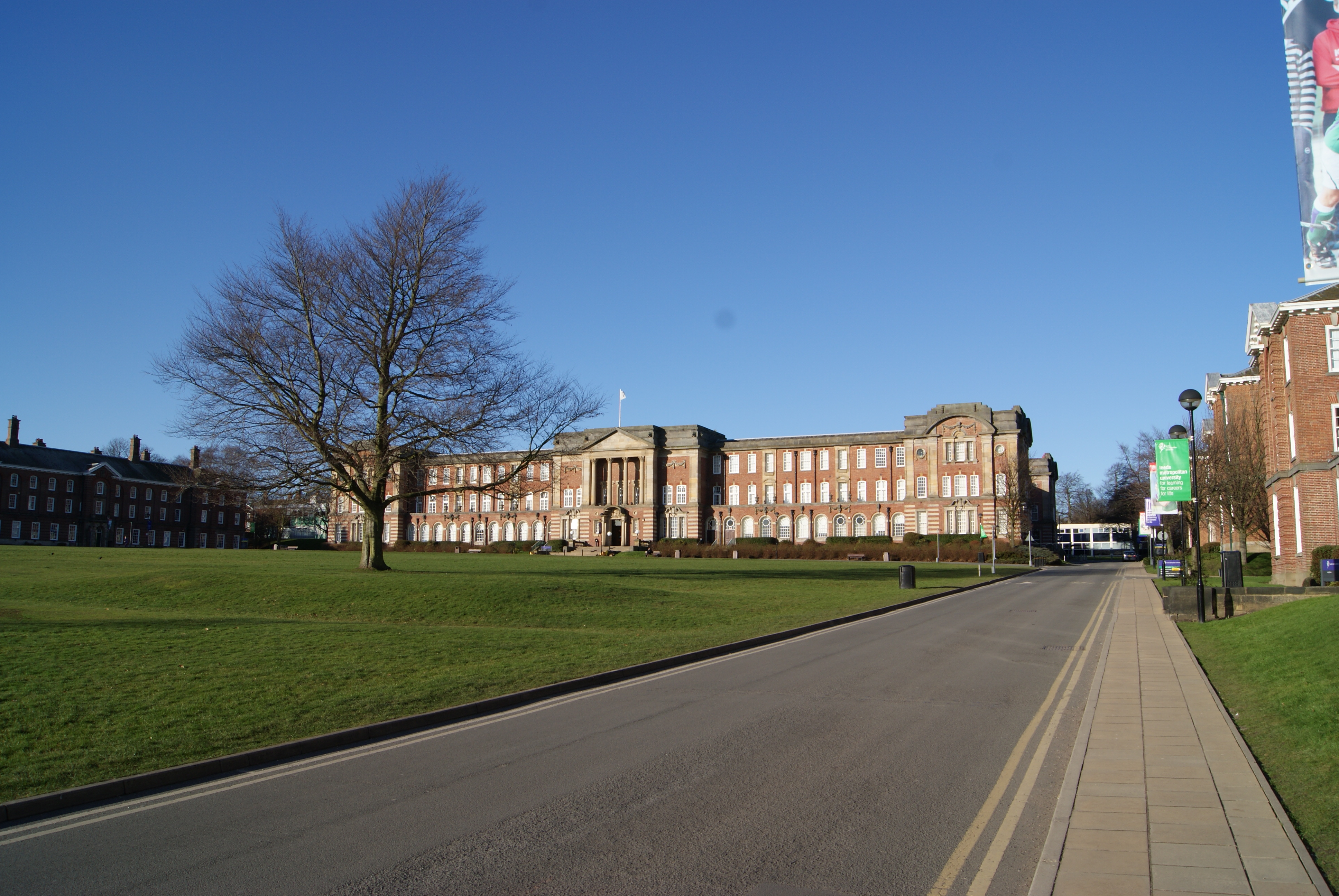
Здание Джеймса Грэма, кампус в Беккет Парке

Главное здание было построено в 1912 году как учебный корпус для учебного колледжа города Лидс, представляет собой внесённое в список 2-й степени здание из красного кирпича, отделанного песчаником, шифером, со свинцовой крышей. Здание в классическом нео-георгианском стиле, к главному входу ведет лестница, ведущая к углубленному портику, обрамленному четырьмя коринфскими колоннами и фронтоном наверху, а здание в целом было построено вокруг двух внутренних четырехугольников. Предполагалось использовать их в качестве больших лекционных залов. Во время Первой и Второй мировых войн здание использовалось как военный госпиталь. Теперь оно носит имя Джеймса Грэма, министра образования города Лидса, который был главным инициатором создания Учебного колледжа и принимал активное участие в планировании (за свой счет) и надзоре за проектом. Он также назвал все Залы, кроме Зала Пристли, название которого было выбрано комитетом.   
Городской кампус
Городской кампус включает располагается в нескольких районах в северной части центра города Лидс, в основном между Внутренней кольцевой дорогой и кампусом Лидского университета. В дополнение к площадям  Политехнического института для размещения подразделений университета были приобретены еще несколько зданий. К ним относятся: Старый Дом Вещания, бывший дом BBC в Лидсе; Электрик Пресс, здание на площади Тысячелетия, Совет Старой Школы. 

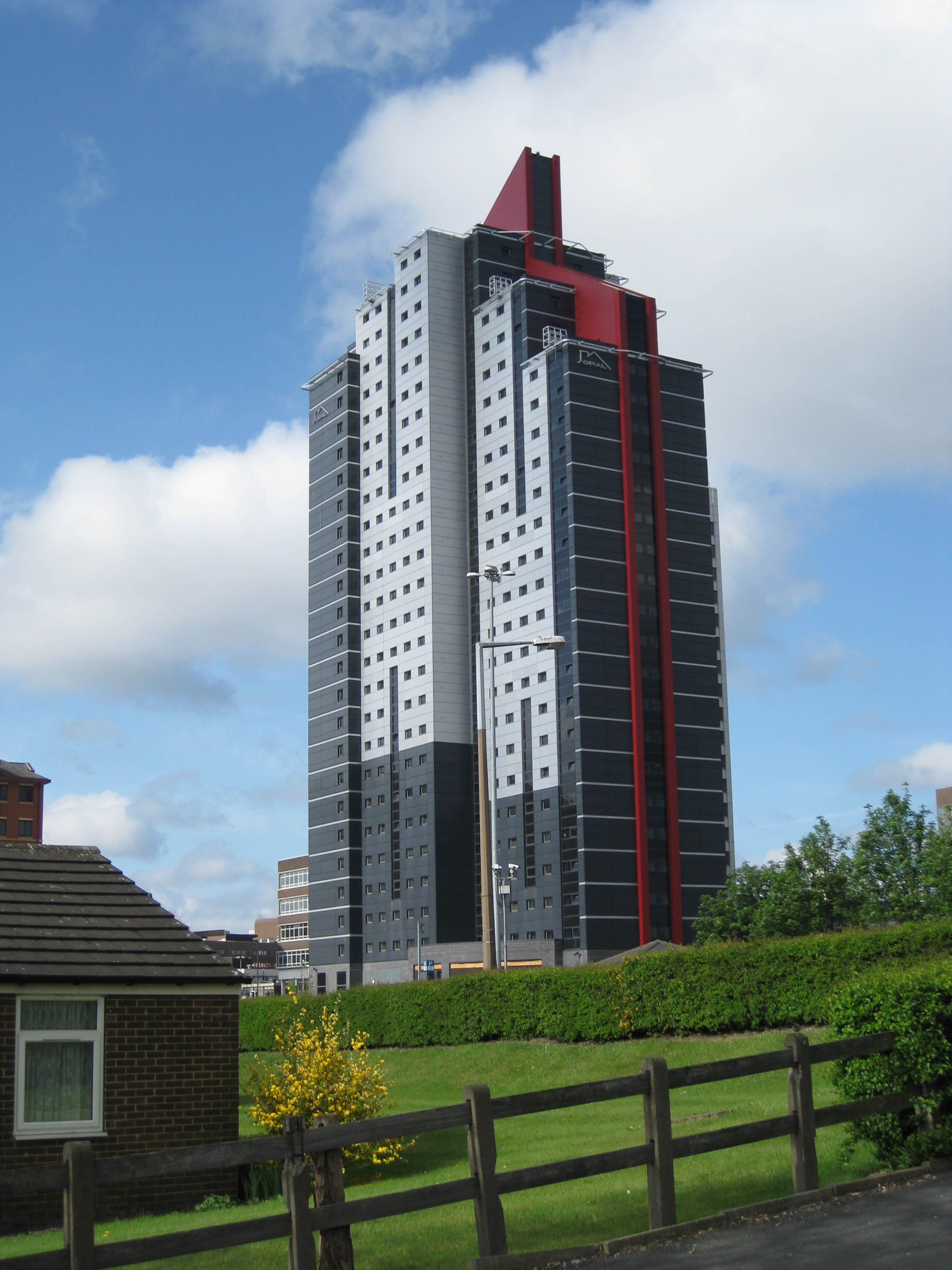
Опал 3 - студенческое общежитие Лидского университета Беккета

В 2008 - 2009 году построен Роуз Боул, новый дом бизнес-школы Лидса, спроектированный так, чтобы отражать фасад Гражданского зала и комплекса Места Вещания, включая Башню Вещания. Это новый комплекс зданий, который вписывается в знаменитые в Лидсе здания из красного кирпича и предоставляет учебные помещения для факультета искусств, окружающей среды и технологий, факультета искусства, архитектуры и дизайна, а также Школы культурологии и гуманитарных наук. Также в здании располагается студенческое общежитие.
Кампус Хедингли
Кампус площадью 100 акров (40 гектаров), расположенный в Бекетт-парке, Хедингли, соединен с центром города железнодорожной станцией Хедингли, которая находится в нескольких минутах ходьбы от кампуса. Автобусные маршруты на Отли-роуд и Киркстолл-лейн также проходят неподалёку. 
Кампус Карнеги
В 2006 году кампус расширился за пределы Беккет-Парка и включил в себя трибуну Карнеги на стадионе Хедингли. Кампус имеет двойное назначение - вмещает более 4500 зрителей, а также предоставляет учебные классы и зал. В августе 2009 года было открыто студенческое общежитие, построенное в 1960-х годах, деревня Карнеги, в которой на территории кампуса разместились 479 студентов.
Усадьба
Это здание из каменного песчаника, внесенное в список памятников архитектуры 2-й категории, с синими шиферными крышами и крытым свинцом куполом. Самые ранние части относятся к 1752 году, но примерно в 1834 и 1858 годах семья Беккетов претерпела серьезные изменения, из-за чего в конечном итоге продали здание и окружающее имение корпорации Лидс, чтобы построить колледж и сделать общественный парк. Он использовался колледжем как общежитие для мужчин, но университет преобразовал его в IT-офисы и служебные помещения. 

## Общежития
Университет располагает несколькими общежитиями и предоставляет 4500 спален в различных местах. Всем первокурсникам гарантируется место в университетском общежитии, ири условии, что Лидский университет Беккета является первым выбором студентов.   